# محمد العيسى (لاعب كرة قدم)
محمد عبد الله العيسى لاعب كرة قدم سعودي ، في مركز الوسط في نادي المزاحمية.

## مسيرة اللاعب
مثل نادي النصر في الفئات السنية و نادي المزاحمية ونادي الوشم.